# Mesoniscus cavicolus
Mesoniscus cavicolus är en kräftdjursart som beskrevs av Carl 1906. Mesoniscus cavicolus ingår i släktet Mesoniscus och familjen Meoniscidae. Inga underarter finns listade i Catalogue of Life.